# Louis D'Heur
Louis Joseph Hubert Achile D'Heur (Herstal, 11 mei 1889 - mei 1939) was een Belgisch schutter.

## Levensloop
D'Heur nam deel aan de Olympische Zomerspelen van 1924 te Parijs in twee onderdelen. Hij behaalde er een 5e plaats in het eindklassement van het onderdeel 'trap'. Met het Belgische team voorts bestaande uit Emile Dupont, Henri Quersin, Louis Van Tilt, Jacques Mouton en Albert Bosquet werd hij vierde in dit onderdeel.
Dheur was oorlogsvrijwilliger tijdens de Eerste Wereldoorlog. Na de oorlog werd hij actief in de gieterij van zijn vader.